# Crenaverneuilina
Crenaverneuilina es un género de foraminífero bentónico de la subfamilia Pernerininae, de la familia Ataxophragmiidae, de la superfamilia Ataxophragmioidea, del suborden Ataxophragmiina y del orden Loftusiida. Su especie tipo es Flourensina mariei. Su rango cronoestratigráfico abarca desde el Albiense (Cretácico inferior) hasta el Cenomaniense (Cretácico superior).

## Discusión
Clasificaciones previas incluían Crenaverneuilina en el suborden Textulariina del orden Textulariida o en el orden Lituolida.

## Clasificación
Crenaverneuilina incluye a las siguientes especies:
- Crenaverneuilina frankei †
- Crenaverneuilina intermedia †
- Crenaverneuilina mariei †
- Crenaverneuilina varsoviensis †